# Tro, håb og ingenting
|  | Denne artikel er oprettet af botten Steenthbot ud fra en ekstern database. Den kan derfor have sproglige fejl eller mangler. Denne skabelon kan fjernes efter kontrol af indholdet. |

Tro, håb og ingenting er en dansk børnefilm fra 2016 instrueret af Jonas Kyed.

## Handling
Rap-musical. Mathias dør og møder en engel.

## Medvirkende
- Jonas Kyed, Mathias
- Mickey Prüssing, Peter
- Lasse-Emil Støvring Larsen, Englen
- Jonas Kyed, Englen